# Усадище (Усадищенське сільське поселення)
Усадище (рос. Усадище) — присілок у Волховському районі Ленінградської області Російської Федерації.
Населення становить 1242 особи. Належить до муніципального утворення Усадищенське сільське поселення.

## Історія
Згідно із законом № 56-оз від 6 вересня 2004 року належить до муніципального утворення Усадищенське сільське поселення.

## Населення
| 2007 | 2010  | 2017  |
| ---- | ----- | ----- |
| 1282 | ↗1303 | ↘1242 |